# پناهگاه خواجه‌قراول
منطقه حفاظت‌شده خواجه‌قراول (انگلیسی: Hojagarawul Sanctuary) یک منطقه حفاظت‌شده در ترکمنستان است.
خواجه‌قراول بخشی است از منطقه حفاظت‌شده طبیعی کویتن‌داغ.